# Pedro Olegario Luro Pradère
Pedro Olegario Luro Pradère (6 de marzo de 1861, Buenos Aires - 4 de marzo de 1927, Mar del Plata), frecuentemente citado sólo como Pedro Luro como su padre, fue un importante estanciero y empresario argentino, que alcanzó renombre por ser el fundador en la provincia de La Pampa del primer coto de caza del país, el cual es hoy una reserva provincial que lleva su nombre, al igual que el barrio de Villa Luro y la estación ferroviaria homónima en la ciudad de Buenos Aires.

## Biografía

### Origen familiar y juventud
Pedro Olegario Luro Pradère nació el 6 de marzo de 1861 en la ciudad de Buenos Aires, capital de la Argentina. Fue el noveno de los 14 hijos que tuvieron los inmigrantes vasco-francés Pedro Luro Oficialdegui y Juana Pradère d'Arroquy Etcheto ( Sare, Pirineos Atlánticos, 23 de septiembre de 1827 - Buenos Aires, 13 de abril de 1892).
Fue hermano de José Luro Pradère (9 de agosto de 1849 - 20 de septiembre de 1912), quien fue el gobernador de la Pampa Central, desde el 27 de enero de 1900, y quien se encargó de culminar el traslado de la capital pampeana desde General Acha hasta Santa Rosa el 11 de abril de ese año.

### Trayectoria
Pedro Olegario Luro estudió medicina en la Universidad de Buenos Aires (UBA) graduándose en 1884.
En el año 1888 se desempeñó como director del Banco de la Provincia de Buenos Aires. Entre 1898 y 1912 fue diputado, primero provincial y luego nacional, llegando a ser presidente de la Comisión de Hacienda de la Cámara de Diputados del Congreso de la Nación.
Viajó repetidamente a Europa, entre otros motivos, para hacer conocer allí a su país, y específicamente en París gestionó la apertura del mercado de carnes francés a la producción argentina.
Como empresario industrial
La familia Luro fue una de las más importantes saladeristas de su tiempo. Gracias a los denominados saladeros, se producía tasajo con las carnes vacunas, el cual era uno de los principales productos de exportación para las economías rioplatenses, dada la demanda de Brasil, Cuba y otros países. Para estabilizar el precio del producto, Pedro Olegario Luro aunó a los saladeristas de las 4 regiones productoras del Plata —Uruguay, Litoral, Entre Ríos y Buenos Aires— para coordinar acciones. Él redactó el “Convenio Internacional Saladeril”, el que a fines de febrero de 1902 fue rubricado en Buenos Aires por los industriales tasajeros más importantes de la región.
Fundación de la ciudad de Laferrere
En el año 1911, junto a Gregorio de Laferrère y Honorio Fidel Luque inicia los trámites para la fundación de la ciudad de Laferrere, en el partido de La Matanza, provincia de Buenos Aires. Laferrere hoy es una urbe poblada por 350 000 habitantes.
Labor en Mar del Plata
Él, al igual que otros integrantes de su familia, desempeñó una enorme labor en la promoción y crecimiento de la naciente ciudad de Mar del Plata, en la que destaca su prédica en favor de la construcción del Puerto de Mar del Plata, siendo el autor del anteproyecto de la ley nacional 6499, mediante la cual se crea dicho puerto de ultramar.
Con su familia, en esa ciudad construyó un enorme chalet, al que denominaron “Bel Retiro”, obra del arquitecto Jacques Dunant; se situaba en Av. Colón entre Santiago del Estero y Santa Fe. En él Luro agasajaba a las personalidades que arribaban a la por entonces pequeña villa, entre las que se encontraban incluso presidentes, como Luis Sáenz Peña. En el año 1937, 10 años después de la muerte de Luro, el chalet fue demolido para construir en dicho predio la actual sede del Automóvil Club Argentino (ACA). También participó en varias instituciones de esa ciudad.
Fundación del primer coto de caza argentino
En un establecimiento ganadero de una superficie de 23 700 hectáreas situado en la provincia de La Pampa (en el departamento Toay), Pedro Olegario Luro Pradère creó el primer coto de caza -organizado como tal- en el país, al cual le dio el nombre de "Establecimiento San Huberto" (nombre del santo protector de los cazadores). Para poblarlo, en el año 1909 importó desde los Cárpatos ciervos colorados (Cervus elaphus) y jabalíes (Sus scrofa scrofa), los que fueron liberados en un cercado de 800 ha. Con los años, ambas especies lograron escapar del predio y se expandieron por todos los bosques de caldén del centro del país. Hoy están tan consustanciadas con los modos y costumbres populares de la provincia que constituyen símbolos representativos de sus bienes naturales, son la base de innumerables cotos de caza desplegados por todo el territorio provincial, y gracias al turismo cinegético nacional e internacional que atrae, inciden positivamente en la economía de la provincia. Sin embargo, como contraparte, dañan el ecosistema nativo y causan pérdidas a la producción agropecuaria.

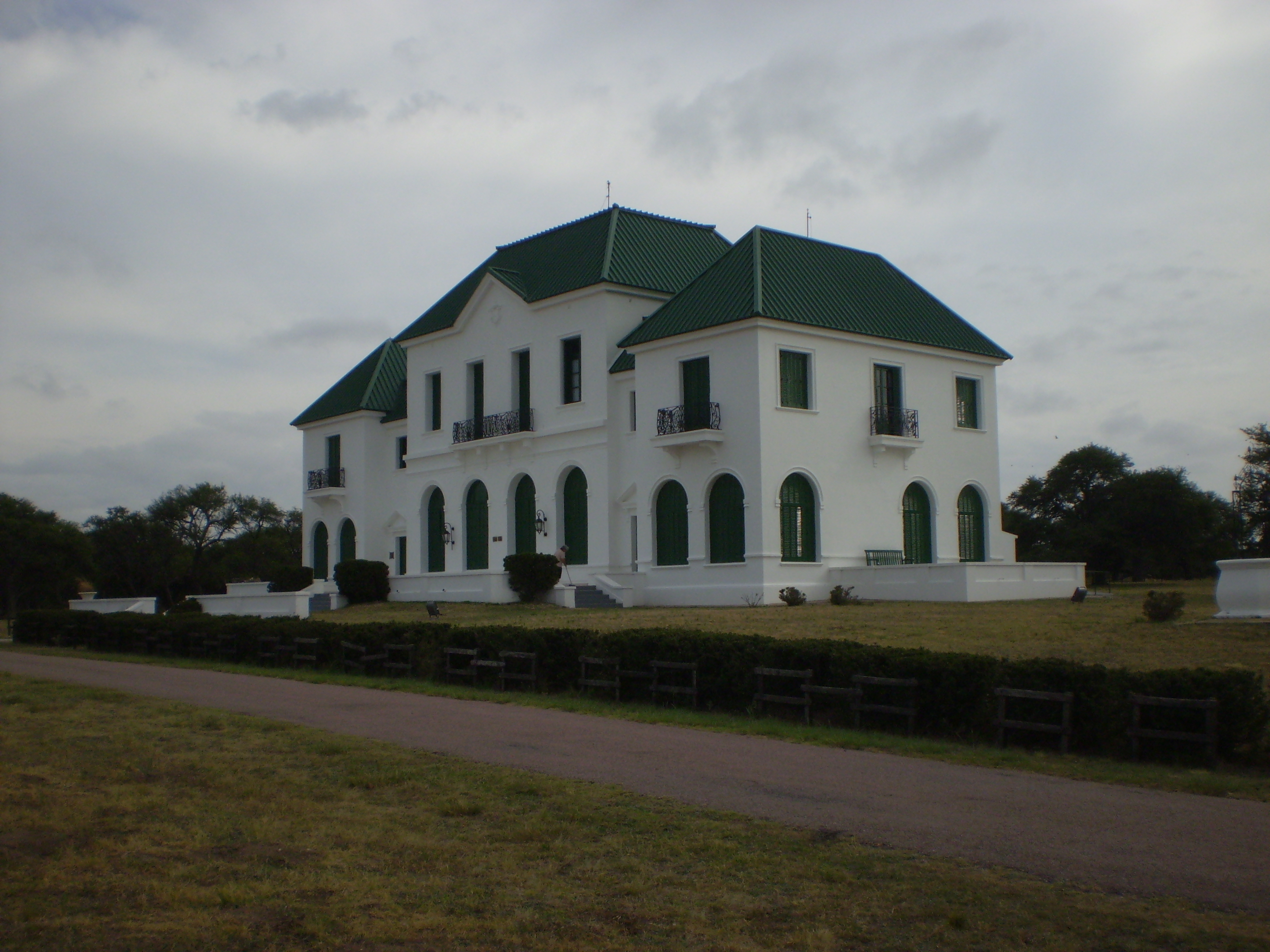
Casa principal de la estancia/coto “San Huberto”, popularmente denominada “El Castillo”, hoy es un monumento histórico nacional.

La propiedad era sólo una sección de una mayor que había sido obtenida luego de realizada la conquista del Desierto por Ataliva Roca (hermano de Julio Argentino Roca) sobre la base de la denominada Ley de Premios; era la sección correspondiente a una de las hijas, Arminda Belén Roca Schóo, la esposa de Pedro Olegario Luro, el cual pasó a administrar la propiedad.
Luro construyó numerosa infraestructura en la estancia/coto, destacando la enorme casa principal, popularmente denominada “El Castillo”. Hoy es un monumento histórico nacional. Esta vivienda desempeñó un papel importante en la cruzada por la provincialización de La Pampa, pues allí se efectuaron las reuniones para debatir el cambio jurídico territorial.
Luego de la Primera Guerra Mundial, los europeos dejaron de llegar a la Estancia, por lo que Luro fue perdiendo el interés por la misma. En sus últimos años, Luro mantenía una cuantiosa deuda con el Banco Hipotecario Nacional.

## Familia
A la edad de 32 años, el 14 de junio de 1893 contrajo nupcias con Arminda Belén Roca Schóo, con quien tuvo 5 hijos:
geneanet.org
- María Arminda Luro Roca, (19 de junio de 1894, Buenos Aires, Argentina - 23 de enero de 1983, Buenos Aires)
- Pedro Luro Roca, (25 de octubre de 1895, Buenos Aires - 27 de marzo de 1917, Buenos Aires)
- Alejandro Luro Roca, (de noviembre de 1896, Buenos Aires - 11 de noviembre de 1980, Buenos Aires)
- María Elena Luro Roca (15 de enero de 1900, París, Francia - 17 de mayo de 1970, Buenos Aires)
- María Angélica Luro Roca (20 de febrero de 1907, Mar del Plata - 17 de agosto de 1947, Buenos Aires)

## Muerte
Pedro Olegario Luro murió a la edad de 65 años, el 4 de marzo de 1927, en su casa de Mar del Plata, Argentina. Sus restos fueron sepultados en el cementerio de la Recoleta de la ciudad de Buenos Aires.

## Homenajes
La estancia/coto de la provincia de La Pampa fue reconvertida en un área natural protegida provincial la cual en su honor lleva el nombre de parque Luro.
El barrio de Villa Luro y la estación ferroviaria homónima, en la capital argentina, llevan ese nombre en su memoria ya que allí vivió.